# 湖州會議
湖州會議是太平軍在1862年攻佔湖州以後，召開的一場會議，達成由侍王李世賢與康王汪海洋等取江西撫州、建昌為立足地，然後圖重振大業的計畫。
予會將王有玕王洪仁玕（掌管江西殘餘太平軍）、侍王李世賢（掌管浙中浙南20萬太平軍）、代表李秀成的女婿譚紹光（掌管還在攻上海10萬太平軍）、楊輔清（掌管太湖8萬太平軍餘部）、黃文金等，約莫在20餘人；莫不起立情緒悲哀激昂慷慨發言，斥責清朝廷及曾國藩的不是，並決定洪天貴福逃逸它省路線。